# Кіноскрипт
Фестиваль сценарної майстерності «Кіноскрипт» — український незалежний фестиваль для сценаристів організатораторками та засновницями якого є Олеся Новосад і Оксана Олійник. 

## Про фестиваль
Головною метою його є активізація свіжих ідей, народження нових сценаріїв та можливість їхньої реалізації шляхом створення окремого майданчика кінематографістів для сценарної практики. 
Оргкомітет фестивалю
- Олеся Новосад — засновник та організатор фестивалю, програмний директор[1]
- Оксана Олійник — засновник та організатор фестивалю, артдиректор
- Наталя Уварова — координатор з питань партнерства та спікерів, співорганізатор фестивалю
- Єлизавета Нищук  - координатор з питань партнерства та волонтерів

## I фестиваль
Перший фестиваль сценарної майстерності «Кіноскрипт» відбувся 24 грудня 2014 року в Києві. У рамках фестивалю пройшла серія колективних навчальних заходів та диспутів із провідними майстрами кіноіндустрії. 

### Лавреати фестивалю[2]
Ґран-прі
- Марія Шульгіна та Катерина Науменко за сценарій «На тому березі»

Номінація короткометражний сценарій
1. Микола Терещенко за сценарій «На краю»
2. Дмитро Сухолиткий-Собчук за сценарій «Штангіст»
3. Дмитро Бондарчук за сценарій «Чорно-білі люди»

Номінація повнометражний сценарій
- Група сценаристів: Оксана Артеменко, Марина Артеменко, Євгенія Петрученко, Юлія Савчук, Тетяна Будівська, Сергій Галай, Наталія Попель, Леонід Антонюк за сценарій «Клієнт»
- Іван Канівець за сценарій «Останній виклик»
- Василь Трубай за сценарій «Заручники»

Додаткові відзнаки
- «5 канал» — Павло Остріков за сценарій «Па»
- «УкрДрук» — Ганна Смірнова за сценарій «Світлофор»
- Міжнародний літературний конкурс «Коронація слова» — Юлія Савчук за сценарій «Пішли гуляти мріями»
- «Фундація Дарини Жолдак» — Євгенія Петрученко за сценарій «Стосується»

## II фестиваль
Другий фестиваль сценарної майстерності «Кіноскрипт» відбувся 17 грудня 2015 року у «Будинку кіно» за підтримки Національної спілки кінематографістів України.

### Лавреати фестивалю
Ґран-прі
- Ганна Смолій за сценарій «Сонечко»

Номінація короткометражний сценарій
1. Микола Терещенко за сценарій «Узаперті»
2. Олена Шарманова за сценарій «Серце птаха»
3. Віталій Лисогор за сценарій «Ключ»

Номінація повнометражний сценарій
1. Поліна Копосова за сценарій «Будинок з химерами»
2. Володимир Семців за сценарій «Посередник між світами або полювання на відьом»
3. Марія Старожицька за сценарій «Котел»

Додаткові відзнаки
- Андрій Руденко за сценарій повнометражного фільму «М'ясо янгола»
- «Фундація Дарини Жолдак» — Володимир Пузій за сценарій анімаційного короткометражного фільму «Метелик».
- «УкрДрук» — Роман Лероні за сценарій «Свої»
- Міжнародний літературний конкурс «Коронація слова» — Олексій Тараненко за сценарій «Випадковий пасажир»
- «Star Media» — Ганна Смолій за сценарій «Сонечко»
- «Letter To Fest» — Олена Шарманова за сценарій «Серце птаха»

Журі фестивалю
- Богдан Жолдак
- Олег Ущенко
- Світлана Степаненко
- Ірен Роздобудько
- Олена Москаленко-Висоцька

## III фестиваль
Третій фестиваль сценарної майстерності «Кіноскрипт» відбувся 16 грудня 2016 року, за підтримки Національної спілки кінематографістів України.

### Лавреати фестивалю[4]
Ґран-прі
- Микола Терещенко за сценарій «Творець».

Номінація короткометражний сценарій
1. Євгенія Петрученко за сценарій «Connecting family».
2. Катерина Павленко за сценарій «До побачення, телебачення!».
3. Єлизавета Чернявська за сценарій «Маки».

Номінація повнометражний сценарій
1. Михайло Степанський за сценарій «СЛОНБАС».
2. Андрій Менгір за сценарій «Справа №207».
3. Сергій Бржестовський за сценарій «...щоб чорту стало тошно».

Додаткові відзнаки
- «За розвиток жанру кінопародії» — Віталій Райнюк за серію сценаріїв «Криміналісти-консультанти з продажу косметики: мислити як злочинець»[5].
- «За розвиток жанру фентезі» — Наталя Смирнова за сценарій «Тримай мене міцно».
- Кінофестивальний дистриб'ютор «Letter to fest» — Сергій Бржестовський за сценарій «...щоб чорту стало тошно».
- Міжнародний літературний конкурс «Коронація слова» — Павло Остріков за сценарій «Випуск-89».
- Генеральний продюсер компанії «LIMELITE» Володимир Яценко – Олександр Вітолін за сценарій «Жити по-новому».
- Генеральний продюсер компанії «ВАВІЛОН» Андрій Різоль — Євгенія Петрученко за сценарій від «Connecting family».

### Журі фестивалю
Основне журі фестивалю
- Богдан Жолдак
- Олег Ущенко
- Світлана Степаненко
- Ірен Роздобудько
- Олена Москаленко-Висоцька

Продюсерське журі фестивалю
- Андрій Різоль — генеральний продюсер компанії «ВАВІЛОН»
- Максим Осадчий — генеральний продюсер кінокомпанії «Пронто Фільм»
- Володимир Яценко — генеральний продюсер кінокомпанії «LIMELITE».

## IV фестиваль
Четвертий фестиваль сценарної майстерності «Кіноскрипт» відбувся 21 грудня 2017 року, за підтримки Національної спілки кінематографістів України.

### Лавреати фестивалю[8]
Ґран-прі
- Юрій Петров за сценарій короткометражної стрічки «Біда»

Повний метр
1. Сергій Баженов за сценарій «Неповернення», м. Київ
2. Роман Магрук за сценарій «З нами цього літа», Черкаська обл. м. Умань
3. Олексій Комаровський за сценарій «Квартира погодинно», м. Київ

Короткий метр
1. Оксана Войтенко за сценарій «Переживання місцевого значення», м. Київ
2. Альона Маліченко за сценарій «Простирадло», м. Кременчуг
3. Владислав Робський за сценарій «Майже святий Сєня», м. Київ

Вибір продюсерського журі
- Вероніка Крижна за сценарій «На своїй землі» («ВАВИЛОН»)
- Андрій Гордєєв за сценарій «Другий шанс» (короткий метр), Миколаївська обл, смт Братське
- Володимир Яценко («LIMELITE»)
- Андрій Гордєєв за сценарій «Другий шанс», Миколаївська обл, смт Братське
- Олег Гончаров за сценарій «Проблеми у спадок» (повний метр), м. Київ

Спеціальні відзнаки
- Олег Галетка за сценарій «Людина без взуття» (повний метр), м. Кривий Ріг
- Марина Артеменко за сценарій «Оселя самотності» (короткий метр), м. Київ
- Наталя Приходченко за сценарій «Самі» (короткий метр), м. Одеса

Партнерські спеціальні відзнаки
- Кафедра графічного дизайну і мистецтва книги Української академії друкарства — Михайло Степанський «Останній маяк» (анімація)

«Letter to fest» — Святослав Костюк «В очах синів», м. Львів

### Журі фестивалю
Основне журі фестивалю
- Богдан Жолдак — письменник, сценарист, драматург, викладач.
- Олег Ущенко — режисер, сценарист, письменник, журналіст.
- Світлана Степаненко — кінокритик, сценарист, редактор, продюсер; керівник кіностудії «Кінематографіст», президент Асоціації кінодраматургів і сценаристів НСКУ.
- Ірен Роздобудько — письменниця, сценарист, викладач.
- Олена Москаленко-Висоцька — головний редактор Української кіностудії хронікально-документальних фільмів, викладач, кінознавець, сценарист.
- Неда Неждана — драматург, поет, культуролог, перекладач, керівник драматургічного відділу НЦТМ імені Леся Курбаса, кандидат філологічних наук, викладач.

Продюсерське журі фестивалю
- Андрій Різоль — генеральний продюсер компанії «ВАВІЛОН»
- Вероніка Крижна — продюсерка компанії «ВАВІЛОН»
- Володимир Яценко — генеральний продюсер кінокомпанії «LIMELITE».